# Jajpur
Jajpur es una ciudad y municipio situada en el distrito de Jajpur en el estado de Odisha (India). Su población es de 37458 habitantes (2011). Se encuentra a 92 km de Bhubaneswar y a 71 km de Cuttack.

## Demografía
Según el censo de 2011 la población de Jajpur era de 37458 habitantes, de los cuales 19216 eran hombres y 18242 eran mujeres. Jajpur tiene una tasa media de alfabetización del 89,12%, superior a la media estatal del 72,87: la alfabetización masculina es del 92,91%, y la alfabetización femenina del 85,12%.

## Clima
| Parámetros climáticos promedio de Jajpur | Parámetros climáticos promedio de Jajpur | Parámetros climáticos promedio de Jajpur | Parámetros climáticos promedio de Jajpur | Parámetros climáticos promedio de Jajpur | Parámetros climáticos promedio de Jajpur | Parámetros climáticos promedio de Jajpur | Parámetros climáticos promedio de Jajpur | Parámetros climáticos promedio de Jajpur | Parámetros climáticos promedio de Jajpur | Parámetros climáticos promedio de Jajpur | Parámetros climáticos promedio de Jajpur | Parámetros climáticos promedio de Jajpur | Parámetros climáticos promedio de Jajpur |
| Mes                                      | Ene.                                     | Feb.                                     | Mar.                                     | Abr.                                     | May.                                     | Jun.                                     | Jul.                                     | Ago.                                     | Sep.                                     | Oct.                                     | Nov.                                     | Dic.                                     | Anual                                    |
| ---------------------------------------- | ---------------------------------------- | ---------------------------------------- | ---------------------------------------- | ---------------------------------------- | ---------------------------------------- | ---------------------------------------- | ---------------------------------------- | ---------------------------------------- | ---------------------------------------- | ---------------------------------------- | ---------------------------------------- | ---------------------------------------- | ---------------------------------------- |
| Temp. máx. media (°C)                    | 29.2                                     | 32.3                                     | 35.4                                     | 37.0                                     | 37.5                                     | 34.7                                     | 32.3                                     | 31.8                                     | 32.3                                     | 32.0                                     | 30.7                                     | 29.0                                     | 32.9                                     |
| Temp. mín. media (°C)                    | 15.2                                     | 18.7                                     | 22.6                                     | 25.0                                     | 26.2                                     | 26.1                                     | 25.5                                     | 25.3                                     | 25.0                                     | 23.3                                     | 19.1                                     | 15.0                                     | 22.3                                     |
| Precipitación total (mm)                 | 41.3                                     | 26.0                                     | 27.8                                     | 48.5                                     | 130.6                                    | 243.4                                    | 340.6                                    | 401.1                                    | 269.5                                    | 195.8                                    | 37.2                                     | 38.5                                     | 1800.3                                   |
| Fuente: Jajpur Weather                   |                                          |                                          |                                          |                                          |                                          |                                          |                                          |                                          |                                          |                                          |                                          |                                          |                                          |